# Villa Hidalgo, Zacatecas
Villa Hidalgo är en ort i Mexiko.   Den ligger i kommunen Villa Hidalgo och delstaten Zacatecas, i den centrala delen av landet, 400 km nordväst om huvudstaden Mexico City. Villa Hidalgo ligger 2 165 meter över havet och antalet invånare är 3 856.
Terrängen runt Villa Hidalgo är platt söderut, men norrut är den kuperad. Runt Villa Hidalgo är det ganska glesbefolkat, med 38 invånare per kvadratkilometer. Närmaste större samhälle är Pinos, 15,6 km öster om Villa Hidalgo. Omgivningarna runt Villa Hidalgo är i huvudsak ett öppet busklandskap.